# Транспорт Кишинёва
Транспорт Кишинёва — совокупность транспортных систем Кишинёва, включающая внутригородские и междугородные перевозки.
Внутригородские перевозки в Кишинёве осуществляются автобусами, троллейбусами, маршрутными такси и таксомоторными предприятиями (с конца XIX века до 1960-х годов в Кишинёве функционировал трамвай; в перспективе планируется создание системы скоростного трамвая или «лёгкого метро»).
Кишинёв — один из крупнейших европейских городов в котором нет активного использования железнодорожного транспорта,
в то же время в нём действует одна из крупнейших европейских троллейбусных сетей.
С другими населёнными пунктами Молдовы и многих стран мира город связан автобусным, железнодорожным и воздушным сообщением.

## Трамвай
- В апреле 1888 года Кишинёвской городской думой принято решение о начале строительства конно-железной дороги в Кишинёве.
- В 1889 году на Александровской улице (в настоящее время Проспект Штефана чел Маре) и некоторых других улицах в центре города построена и пущена в эксплуатацию первая линия конки длиной в 6 вёрст.
- В мае 1895 года конно-железная дорога Кишинёва переходит в собственность бельгийского «Анонимного общества Кишинёвских конно-железных дорог».
- В 1897 году городская дума приняла проект постройки второй очереди конки, которая соединила железнодорожный вокзал с центром Кишинёва.
- В 1910 году длина линий конно-железной дороги подошла к 12,5 км.
- В 1913 году конка была заменена электрическим трамваем. Количество работающих маршрутов составило 4 линии. Длина всех маршрутов составила 14 километров, на маршруты выходили 30 вагонов.
- С 1918 по 1940 годы во время нахождения Бессарабии в составе Румынии трамвай оставался в собственности бельгийского «Анонимного общества».
- В 1940 году, после возвращения Бессарабии в состав СССР трамвайное хозяйство города перешло в собственность государства.
- В 1946 году после Великой Отечественной войны в Кишинёве возобновляется движение трамвая. Длина трамвайной сети стала больше 17 километров. Количество перевозимых пассажиров было больше 9 миллионов человек в год.
- В 1961 году трамвайное движение в Кишинёве было прекращено, все трамвайные пути демонтированы[7].
- В перспективе возможно возрождение трамвайной сети Кишинёва, планируется строительство двух линий скоростного трамвая[8].
- В январе 2012 года примария Кишинёва выставила на своём сайте проект развития внеуличного транспорта Кишинёва, который включает в себя план развития как системы скоростного трамвая, так и городской сети канатных дорог [9]

## Канатная дорога
- В 1983 году было объявлено о строительстве в Кишинёве канатной подвесной дороги. Маршрут подвесной дороги пролегал от района Новые Боюканы до улицы Куйбышева (ныне улица Каля Ешилор). Строительство канатной дороги должно было завершиться к шестидесятилетнему юбилею образования МССР и Компартии Молдавии[10].
- В 1990 году канатная дорога была сдана в эксплуатацию. Стоимость работ составила около 7 миллионов советских рублей[11].
- В настоящее время канатная дорога законсервирована. Причиной послужила, по одной версии, трагическое падение человека из кабины, причём тот выпрыгнул из неё специально, на спор с товарищем. По другой версии, которую высказывают официальные лица, канатная дорога была законсервирована потому, что на ней ездили мало пассажиров и она не окупалась[12].
- В 2010 году был объявлен поиск инвесторов, которые должны оплатить ремонт и запуск кишинёвской канатной дороги. Представители примэрии города заявили о том, что к ним поступил ряд инвестиционных предложений. Летом 2011 года должен был решиться вопрос об инвестиционном конкурсе по канатной дороге[11].
- В 2022 году были опубликованы новые планы муниципального совета города по восстановлению канатной дороги[13].

## Троллейбус
Троллейбус является основным видом городского пассажирского транспорта Кишинёва.
По состоянию на декабрь 2022 года, троллейбусная сеть Кишинёва насчитывает 31 маршрут. Стоимость проезда составляет 6 леев за одну поездку. Троллейбусы, следующие по маршрутам № 16, № 30, № 32, № 33, № 34, №35, № 36, № 37 и № 38 часть пути проходят по трассе, не оборудованной питающей контактной сетью.

#### История кишинёвского троллейбуса
- В 1949 году Городским советом было принято решение о строительстве троллейбусной системы города.
- В 1949 году был пущен первый в городе троллейбусный маршрут от железнодорожного вокзала по улице Ленина (нынешний Проспект Штефана чел Маре) до медицинского института[7].
- В 1959 году открылся троллейбусный парк № 1, (обслуживал 50 машин).
- В 1966 году открылся троллейбусный парк № 2 (обслуживал 74 машины)[14].
- На 1 января 1984 года в столице Молдавии работало 20 маршрутов троллейбуса. Длина одиночной контактной сети составляла 140 км, а протяжённость всех маршрутов — 374 км. Подвижной состав составлял около 400 троллейбусов, на улицы города выходили не менее 270[7] машин.
- В 1986 году открылся троллейбусный парк № 3. В настоящее время этот парк обслуживает около 35 % троллейбусного движения в городе[14].
- Количество маршрутов кишинёвского троллейбуса — 31. Также существовали 7 маршрутов (№ 6, № 11, № 14, № 15, № 18, № 19 и № 31), которые в настоящее время закрыты по разным причинам. Время работы кишинёвского троллейбуса — с 5 до 23 часов.
- Другие маршруты троллейбуса, ныне не функционирующие:
  - Маршрут № 88. Назначался всего на 2 дня в году (8 и 9 мая). Был отменён. Причина: разногласия между руководствами 2-го и 3-го троллейбусных парков.
  - Маршрут «К» (Улица Студенческая — Улица Киевская (нынешняя улица 31 августа 1989)). Работал в 1970-е годы.
  - Маршрут «S» (Завод ЖБИ-4 — Улица Киевская (нынешняя улица 31 августа 1989)). Работал в середине 1990-х годов.

#### Подвижной состав
В настоящее время подвижной состав кишинёвского троллейбусного хозяйства представлен моделями:
- БКМ-321[14] (в т.ч. RTEC-62321M), собранными в Кишинёве из белорусских машинокомплектов);
- Троллейбус ЗиУ-9 в центре городаБКМ-420 (RTEC-62420M - единственный экземпляр данной модели, собранный в Кишинёве);
- БКМ-433;
- БКМ-213;
- ЗиУ-682 (ЗиУ-682В и ЗиУ-682Г);
- ЗиУ-683В;
- ЮМЗ Т1;
- ЮМЗ Т2;
- Škoda 14Tr;
- Škoda 24Tr Irisbus Citelis;
- Solaris Trollino 18 Ganz;
- Phileas Trolley VDL.

#### Стоимость проезда
История стоимости проезда в кишинёвском троллейбусе:
- В советское время — 4 копейки, позже была повышена до 5 копеек.
- После объявления независимости республики и введения национальной валюты (молдавского лея) и до 2001 года проезд в троллейбусе обходился пассажирам в 50 банов.
- С 1 сентября 2001 года стоимость проезда повысилась до 75 банов.
- С 1 августа 2006 года стоимость проезда поднялась до 1 лея.
- С 1 октября 2009 года цена одной поездки в троллейбусе повысилась до 2 леев.
- С 1 июля 2022 года стоимость одной поездки в троллейбусе повысилась до 6 леев[15].

## Автобус
Городской:
- С марта 1946 года началось Автобусное внутригородское сообщение в Кишинёве. Первой моделью кишинёвского автобуса стал ЗИС-154.
- В 1955 году автобусный парк вырос до 40 автобусов ЗИС-155 и ГЗА-651.
- В 1960-70-е годы автобусный парк города был пополнен автобусами ЛАЗ-695. Позже в город поступили новые ЛиАЗ-677. Объём перевозок пассажиров в то время был примерно 6 миллионов человек в год.
- В 1982 году автобусы Кишинёва перевезли 107 миллионов пассажиров. Это составило 42,7 % всех внутригородских пассажирских перевозок.
- В 1983 году в Кишинёве работали 32 автобусных маршрута общей длиной в 415 км. На них ежедневно выходило 258 автобуса. В Кишинёве большую часть автопарка составляли «Икарус-260» и «Икарус-280». В городе работало 8 диспетчерских пунктов[7].
- После установления независимости Республики Молдова внутригородские автобусные перевозки значительно сократились. В настоящее время постоянно работают лишь несколько маршрутов, в числе которых № 3 (Ботаника — Буюканы), № 5 (Чеканы — Ботаника), № 9 (Медицинский университет - Кодру), № 11 (Центральный рынок - Дурлешты), № 16 (Ватра — Аграрный Университет), № 23 (Центр — Чеканы), № 35 (Центральный рынок - Яловены), № 46 (Центральный рынок - Гидигич). Остальные маршруты городского автобуса являются пригородными.

Стоимость проезда в кишинёвском автобусе:
- В советское время проезд в автобусе стоил 5 копеек.
- До августа 2006 года проезд в автобусе стоил 1 лей 25 банов.
- С 1 августа 2006 года стоимость проезда в городском автобусе была повышена до 2 леев.
- С 1 октября 2009 года стоимость проезда равна 3 леям.
- С июня 2022 года стоимость проезда повысилась до 6 леев[15].

Междугородный:
- Около 1926 года началось автобусное движение между городами в Бессарабии. Функционировали два основных направления: Кишинёв— Оргеев и Кишинёв—Хынчешты.
- В начале 1930-х годов была открыта новая линия Кишинёв — Страшены — Калараш.
- После Великой Отечественной войны междугородние автобусные перевозки получили широкое развитие.
- В 1974 году был открыт Центральный автовокзал города.
- В 1982 году, чтобы разгрузить Центральный автовокзал, была открыта автостанция Южная (ныне Южный автовокзал Кишинёва)[7].
- Пассажиропоток на междугородных линиях достиг в 1984 году 9.5 миллионов человек в год.
- В 2005 году был открыт новый Северный автовокзал, на который были переведены 350 рейсов с Центрального автовокзала. На Северный и Южный автовокзалы были переведены большинство международных и дальних междугородных рейсов, в настоящее время с Центрального автовокзала осуществляются в основном пригородные рейсы в города и сёла Молдовы и Приднестровья.

Кишинёв в настоящее время связан автобусным сообщением с большинством населённых пунктов Молдовы и других стран.
- Украина: Киев, Одесса, Николаев, Херсон (Ялта, Симферополь - упразднены), Умань, Измаил, Полтава и другие;
- Румыния: Бухарест, Яссы, Клуж-Напока, Констанца и другие;
- Россия: Москва, Санкт-Петербург, (Старый Оскол, Краснодар - упразднены).

Также автобусные рейсы осуществляются в другие страны Восточной и Западной Европы ( Чехия,  Германия,  Греция,  Болгария, Италия).

## Маршрутное такси
- В 1968 году была открыта первая линия маршрутного такси Кишинёва. Целью введения нового вида транспорта было улучшение пассажирских перевозок из центра города в спальные районы города.
- По состоянию на 1982 год в Кишинёве функционировало 17 маршрутов маршрутного такси. В 1984 году в городе работало около 70 11-местных микроавтобусов РАФ-2203, а количество маршрутов возросло до 18. Маршруты начинались от Болгарской улицы. Общая длина всех линий маршрутного такси в 1980-х годах составляла 273,5 км[7].
- После установления независимости Республики Молдова маршрутное такси получило мощное развитие. На вновь открываемые линии, часто дублирующие городские троллейбусные и автобусные маршруты, выходили как микроавтобусы и полноразмерные автобусы, так и автомобили, не предназначенные для перевозок пассажиров (в частности, катафалки). Маршрутное такси города получило шутливое прозвище «Ходячий катафалк»[16].
- В настоящее время кишинёвское маршрутное такси охватывает практически весь город. Интервалы движения в сравнении с автобусами и троллейбусами минимальны (5-15 минут в будние дни в рабочее время). На некоторых маршрутах движение начинается раньше, а заканчивается позже, чем у других видов городского транспорта.
- С 1 сентября 2006 года маршрутные такси были убраны с проспекта Стефана Великого (а также с улиц Пушкина, Митрополита Бэнулеску-Бодони и других главных улиц центра) на соседние улицы с целью решения транспортных проблем в центре города.

Стоимость проезда в кишинёвском маршрутном такси:
- В 1990-е годы составляла 1 лей.
- С 2000 года была повышена до 2 лей.
- С 1 августа 2006 года стоимость проезда была поднята до 3 леев. По состоянию на март 2018 года стоимость проезда по-прежнему составляет 3 лея.
- С 1 июля 2022 года стоимость проезда была повышена до 6 леев за поездку.

Парк микроавтобусов кишинёвского маршрутного такси составлен преимущественно из моделей Mercedes-Benz Sprinter и Volkswagen Transporter приблизительно 1995 — 2010 годов выпуска, незначительное количество составляют Ford Transit и другие модели.
С 1 января 2024 года планируется полное прекращение курсирования в Кишинёве маршрутных такси.

## Такси
- В XIX веке в Кишинёве работали большое количество извозчиков, о чём свидетельствуют воспоминания жителей того исторического периода. Особенно много их дежурило на железнодорожном вокзале города[18].
- В начале XX века плата за проезд у извозчиков равнялась 50 копейкам[19].
- В начале XX века в Кишинёве была предпринята попытка организовать городские пассажирские перевозки с помощью личных автомобилей. Подобной деятельностью занимался кишинёвский спортсмен и автолюбитель М. Ф. Суручан, бывший в Бессарабии крупным землевладельцем. Никаких «шашечек» и особой расцветки у этих автомобилей не было[19].
- В 1949 году началась история легкового такси Кишинёва. Город обслуживал таксомоторный парк, основанный в том же 1949 году
- В 1973 году для таксомоторного парка построено здание на улице Куйбышева, нынешней улице Каля Ешилор).
- В 1983 году в городе работали 650 автомобилей такси. 76 машин такси было радиофицированными[7].
- В настоящее время городские перевозки осуществляют несколько частных таксомоторных компаний. Единого цвета машин такси в Кишинёве нет. Каждое транспортное предприятие выкрашивает автомобили в свои фирменные расцветки[20].
- При сравнении стоимости такси в разных крупных городах мира кишинёвское такси оказалось на одном из последних мест по стоимости проезда (ниже расценки оказались только в Дели (Индия) и Каире (Египет))[21].
- Существуют в городе и службы грузового такси[22].
- Телефонные номера всех служб вызова такси пятизначные, начинаются с числа 14.
- В городе работают онлайн-агрегаторы такси Яндекс.Такси и iTaxi[23].

## Железная дорога
- История железнодорожного сообщения в Бессарабии началась с момента, когда в 1844 году император Николай I одобрил строительство конной железной дороги Одесса — Парканы. Строительство было осуществлено в период с 1863 по 1865 годы.
- Железная дорога от Паркан до Кишинёва была построена в период с 1867 по 1870 годы.
- В 1870 году был построен первый (временный) железнодорожный вокзал Кишинёва.
- В августе 1871 года было открыто движение поездов по Тираспольско-Кишинёвскому участку железной дороги. Оно положило начало деятельности железнодорожной сети Бессарабии.
- В конце 1870-х годов было построено основное здание кишинёвского железнодорожного вокзала [24](архитектор Г. Ф. Лонский).
- В начале XX века железнодорожная сеть Бессарабии превысила 850 километров, железнодорожный вокзал обслуживал большое количество пассажиров[24].
- Во годы Великой Отечественной войны здание вокзала было неоднократно уничтожено. После войны было принято решение старое здание не восстанавливать. Строительство нового здания вокзала завершилось в 1948 году (архитектор Л. М. Чуприн, главный консультант А. В. Щусев)[25].
- В 2003 году была проведена реконструкция вокзала[26].

В настоящее время (по состоянию на декабрь 2022 г.) железнодорожное сообщение связывает Кишинёв с Бухарестом, Яссами и Киевом. Ранее из Кишинёва также курсировали поезда в Москву, Санкт-Петербург, Одессу и прицепные вагоны до Минска (в составе поезда на Санкт-Петербург). Пригородное железнодорожное сообщение связывает Кишинёв с городами Бендеры, Басарабяска и Унгены, Бельцы, Окница.

## Метрополитен
- В 2005 году национально-исследовательским проектным институтом Urbanproiect в центре стратегических исследований и реформ (CISR) был принят предварительный вариант Стратегического плана социально-экономического развития Кишинева на период до 2020 года[28]. В этом плане говорилось об электрификации городского участка железной дороги и об организации на нём пассажирского движения от Страшен до Реваки. Высказывались мнения, что строительство так называемого «лёгкого метро»[29], линии которого совмещены с существующим железнодорожными ветками, расположенными на территории города Кишинёва — это оптимальный вариант для города[30]. Без строительства туннелей обойтись при осуществлении этого плана бы не удалось — предполагалось строительство подземных линий под районами Чеканы и Телецентром, а также в центре города, под улицей Измаильская[30]. Согласно Стратегическому плану развития Кишинева[28], пуск первых поездов по новой системе скоростного транспорта Кишинева планировался не раньше 2020 года.
- В середине марта 2011 года в Минске примар Кишинёва Дорин Киртоакэ подписал с белорусскими партнёрами протокол о намерениях, который указывает, что примария Кишинёва рассмотрит проект открытого акционерного общества «Белкоммунмаш» о возможности осуществления в городе проекта развития троллейбусной сети и скоростного внеуличного транспорта. Планировалось строительство двух линий «лёгкого метро». Первая — от Международного аэропорта Кишинёва через центр города в пригородный посёлок Ватра. Вторая — от Южного автовокзала Кишинёва до северной части города, с возможным продлением до посёлка Вадул-луй-Водэ[8].
- В настоящее время планов по строительству в Кишинёве рельсового городского транспорта нет.

## Воздушный транспорт
- В 1944 году в Кишинёве было создано первое авиапредприятие города, которое находилось в районе нынешнего сектора Рышкановка.
- В 1945 году начались регулярные рейсы.
- В 1960 году был выстроен новый аэродромный комплекс в районе села Ревака.
- В 1974 году было построено здание нынешнего международного аэропорта Кишинёва.
- В 1982 году пассажиропоток кишинёвского аэропорта составлял 9600 пассажиров в сутки[7].
- В 1987 году из кишинёвского аэропорта проводились рейсы в более 80 городов СССР. Местные рейсы связывали более 20 населённых пунктов Молдавии.
- 31 мая 1995 года Кишинёвский аэропорт получил статус международного.
- В 2000 году закончилась реконструкция аэропорта.
- В настоящее время аэропорт может обслуживать свыше 400 пассажиров в час. Из кишинёвского аэропорта в среднем выполняется 25-30 рейсов в день. В аэропорту работают более 15 операторов, совершаются рейсы в 18 стран Европы, Ближнего Востока и Закавказья.